# What Is This?
A What Is This (1980-ig Anthym) egy amerikai rockegyüttes volt, amely a Los Angeles-i Fairfax Gimnáziumban alakult. A gitáros Hillel Slovak, a dobos Jack Irons, az énekes Alain Johannes és a basszusgitáros Todd Strassman által alapított együttes a Red Hot Chili Peppers előfutárának is tekinthető. A zenekar tagjai később olyan előadókkal játszottak együtt, mint az Eleven, Chris Cornell, a Pearl Jam, Mark Lanegan, a Them Crooked Vultures, az Alain Johannes Trió és a Queens of the Stone Age. 

## Története
A Chain Reaction néven alakult zenekar előbb Anthemre, majd Anthymre változtatta a nevét (mivel az előbbi nevet már egy másik formáció is használta) mielőtt felvette a What Is This (Mi Ez?) nevet, amely a zenéjüket először hallgató emberek általános reakciójára utalt. 
Az egyik, még Anthym-ként adott koncertjük során a gitáros Hillel Slovak megismerkedett a közönség egyik tagjával, Anthony Kiedisszel, aki aztán az együttes roadie-ja lett. A banda a későbbiekben elégedetlen lett a basszusgitáros Todd Strassman játékával, ezért úgy döntöttek, lecserélik őt. Slovak ekkor úgy döntött, megtanítja basszusgitározni az egyik iskolai barátját, a trombitás Micheal "Flea" Balzaryt. Nem sokkal később Strassman helyett ő lett az együttes basszusgitárosa. Miután a tagok elballagtak a gimnáziumból, a banda egyre többször lépett fel Los Angelesben. Flea végül kilépett a zenekarból, hogy a Fear-ben játszhasson, a helyét pedig Chris Hutchinson vette át. 
Ekkoriban Slovak és Jack Irons úgy döntött, Anthony Kiedis és Flea oldalán, Tony Flow and the Majestic Masters of Mayhem néven fellépnek a Rhythm Lounge-ban. A zenészek egy improvizált punk-funk dallamot játszottak, amelyre Kiedis rárappelte az "Out in L.A." című versét. Eredetileg csak egy egyszeri fellépésről lett volna szó, az előadás viszont akkora sikert aratott, hogy a következő hétre is visszahívták őket. A formáció felvette a Red Hot Chili Peppers nevet, többször fellépett Los Angeles különböző klubjaiban, majd végül egy demókazettát is készített, miközben Slovak és Irons továbbra is a What Is This tagja volt. Néhány hónappal később a What Is This az MCA Recordstól, a Red Hot Chili Peppers pedig az EMI-tól és az Enigma Recordstól kapott lemezszerződést. Slovak és Irons úgy döntött, elhagyják az Red Hot Chili Pepperst és a What Is This-szel maradnak, mivel továbbra is arra tekintettek főprojektként.
A What Is This debütáló kislemeze, a Squeezed 1984-ben jelent meg. Hillel Slovak ekkoriban elbizonytalanodott a bandában betöltött szerepében, ezért visszatért a Red Hot Chili Peppersbe. 1985-ben lépett ki a What Is This-ből, amikor az együttes éppen az egyetlen nagylemezének felvételeinél tartott. Ekkor, majd az utolsó kislemez, a "3 Out of 5 Live"  felvételekor a banda már csak trióként működött, majd nem sokkal később fel is oszlott.
Alain Johannes később megismerkedett Natasha Shneiderrel, akivel megalakította a Walk The Moon nevű formációt, amelynek egyetlen albumán Jack Irons és Chris Hutchinson is közreműködött. Jack Irons 1986-ban visszatért a Red Hot Chili Peppersbe, azonban 1988-ban újra kilépett, miután Hillel Slovak heroin-túladagolásban elhunyt. Johannes, Shneider és Irons később megalapította az Eleven nevű együttest. Irons a harmadik album stúdiómunkálatai közben elhagyta az Elevent, hogy csatlakozzon a Pearl Jamhez (melynek tagjaként két albumon szerepelt), az ötödik albumon azonban visszatért az Elevenbe. Az együttes 2008-ban, Natasha Shneider halálát követően oszlott fel. Johannes és Irons később a Spinnerette tagja is volt.
A What Is This "Mind My Have Still I"  című dala a Squeezed albumról elhangzott az 1984-es Szabadnak születtek című filmben. Második albumuk producere Todd Rundgren volt, aki szintetizátorozott is a lemezen, amelyen helyet kapott a The Spinners "I'll Be Around" című dalának feldolgozása is. A dal kislemezként is megjelent és videoklip is készült hozzá; a Billboard slágerlistáján a 62., a Cashboxén a 69. volt a legmagasabb helyezés, amelyet elért.

## Tagok
Eredeti felállás
- Alain Johannes - ének, gitár
- Hillel Slovak - gitár, vokál
- Todd Strassman - basszusgitár
- Jack Irons - dob

Későbbi tagok
- Flea - basszusgitár, vokál (Strassman helyett)
- Chris Hutchinson - basszusgitár, vokál (Flea helyett)
- Michael Bocretis - billentyűk

## Részleges diszkográfia
| Megjelenési dátum | Cím                        | Címke                   |
| ----------------- | -------------------------- | ----------------------- |
| 1984              | Squeezed (kislemez)        | San Andreas Records/MCA |
| 1985              | What Is This?              | MCA                     |
| 1985              | 3 Out of 5 Live (kislemez) | MCA                     |

## Fordítás
Ez a szócikk részben vagy egészben  a   What Is This? című angol Wikipédia-szócikk ezen változatának fordításán alapul.  Az eredeti cikk szerkesztőit annak laptörténete sorolja fel. Ez a jelzés csupán a megfogalmazás eredetét és a szerzői jogokat jelzi, nem szolgál a cikkben szereplő információk forrásmegjelöléseként.